# Kassai József (nyelvész)
Kassai József (Bodrogkisfalud, Bács-Bodrog vármegye, 1767. március 15. – Pécs, 1842. március 15.) nyelvész, szótáríró, római katolikus pap. Személyében a magyar nyelv etimológiai kutatásának úttörő alakját tisztelik. 1832-től a Magyar Tudós Társaság levelező tagja volt.

## Élete
Középiskoláit 1778-tól a tokaji piaristáknál kezdte meg, s 1783–1784-ben a kassai főgimnáziumban folytatta, Baróti Szabó Dávid tanítványaként. 1785-től egri papnövendékként bölcseletet tanult. 1786-ban Esterházy Károly egri püspök utasítására – már mint az egri egyházmegye kispapja – a pesti egyetemre iratkozott be, s 1790-ig teológiát hallgatott. Még ugyanezen év decemberében pappá szentelték, s előbb 1791–1794-ben tarcali káplán, 1794 és 1824 között szerencsi plébános volt. 1824-ben nyugalomba vonult, gróf Almásy János noszvaji kastélyában élt, s nyelvészeti tanulmányainak szentelte minden idejét. 1827-ben Szepesy Ignác pécsi püspök pártfogása alá, Pécsre került, aki Kassai nagy vállalkozását, a szófejtő szótár kiadását is pénzelte.

## Munkássága
Nyelvészeti érdeklődését feltehetően kassai tanára, Baróti Szabó Dávid keltette fel. Figyelme a pesti egyetemen töltött évek során fordult a lexikográfia és a népnyelv felé, miután a nagyvárosban összesereglett vidéki ifjak szókincsében, nyelvhasználatában, kiejtésében felismerte a regionális különbségeket. Évtizedeken át gyűjtötte a szóelőfordulásokat – köznyelvi és tájnyelvi szavakat egyaránt –, s ennek alapján jelentette meg 1833–1838 között négykötetes szófejtő szótárát. A kiadásban csak a T betűig jutott, s kéziratai alapján több mint egy évszázad elteltével, 1962-ben Gáldi László rendezte sajtó alá a befejező részeket a Pécsi Egyetemi Könyvtárban őrzött kézirat alapján. Nyelvjárási gyűjtései mellett ez a kötet tartalmazza a magyar és a szomszédos nyelvek jövevényszavainak jegyzékét is. Legtöbb nyelvészeti cikke a Tudományos Gyűjteményben jelent meg. Kiadatlan kéziratait az Országos Széchényi Könyvtárban őrzik. Tudományos eredményei elismeréseként 1832-ben a Magyar Tudós Társaság levelező tagjává választotta.

## Főbb művei
- Magyar nyelv-tanító könyv, melyly a’ magyar beszédnek, és írásnak szabásait meg-ítélve, gáncsolva, és megválasztva adja-elé. Sárospatak, 1817.
- Barátságos és ügyes felelet azon barátságos szemügyre, melyet Miskolczon ezen eszt. 2. havában … nyomtatának, Kassa, 1818.
- Származtató, ’s gyökerészö́ magyar-diák szó-könyv, a’ melj a magyar szókat gyökeröknél-fogva nyelv-tanítólag, ’s ítéletesen adja-elé, I–IV. köt., Pest, 1833–1838. Első kötet
- Kassai József magyar-diák szó-könyvének 1815 körül szerkesztett befejező része a Toldalékokkal; bev., kiadja Gáldi László, Akadémiai, Bp., 1962.